# Kurt Tucholsky
Kurt Tucholsky, född 9 januari 1890 i Berlin, död 21 december 1935 på Sahlgrenska sjukhuset i Göteborg (självmord), var en tysk journalist och författare.
Tucholsky skrev under pseudonymerna Kaspar Hauser, Peter Panter, Theobald Tiger och Ignaz Wrobel. Tucholsky räknas till de viktigaste publicisterna i Weimarrepubliken. Han var en politiskt engagerad journalist och tidvis en av utgivarna av tidskriften Die Weltbühne, där han var samhällskritiker. Han var satiriker, kabaréförfattare, textförfattare och diktare. Han såg sig själv som vänsterorienterad demokrat, pacifist och antimilitarist och varnade för de antidemokratiska tendenserna i politiken, militären och rättsväsendet - och för det hot som nazismen utgjorde.
Kurt Tucholsky levde i Hindås under 1930-talet.
Hans texter från 1929, ihop med John Heartfields montage, Deutschland, Deutschland über alles brändes demonstrativt under de landsomfattande bokbålen i Nazityskland 1933. Även läroboken i att skratta utan att gråta, Lerne lachen ohne zu weinen (1931), rönte samma öde.

## Biografi

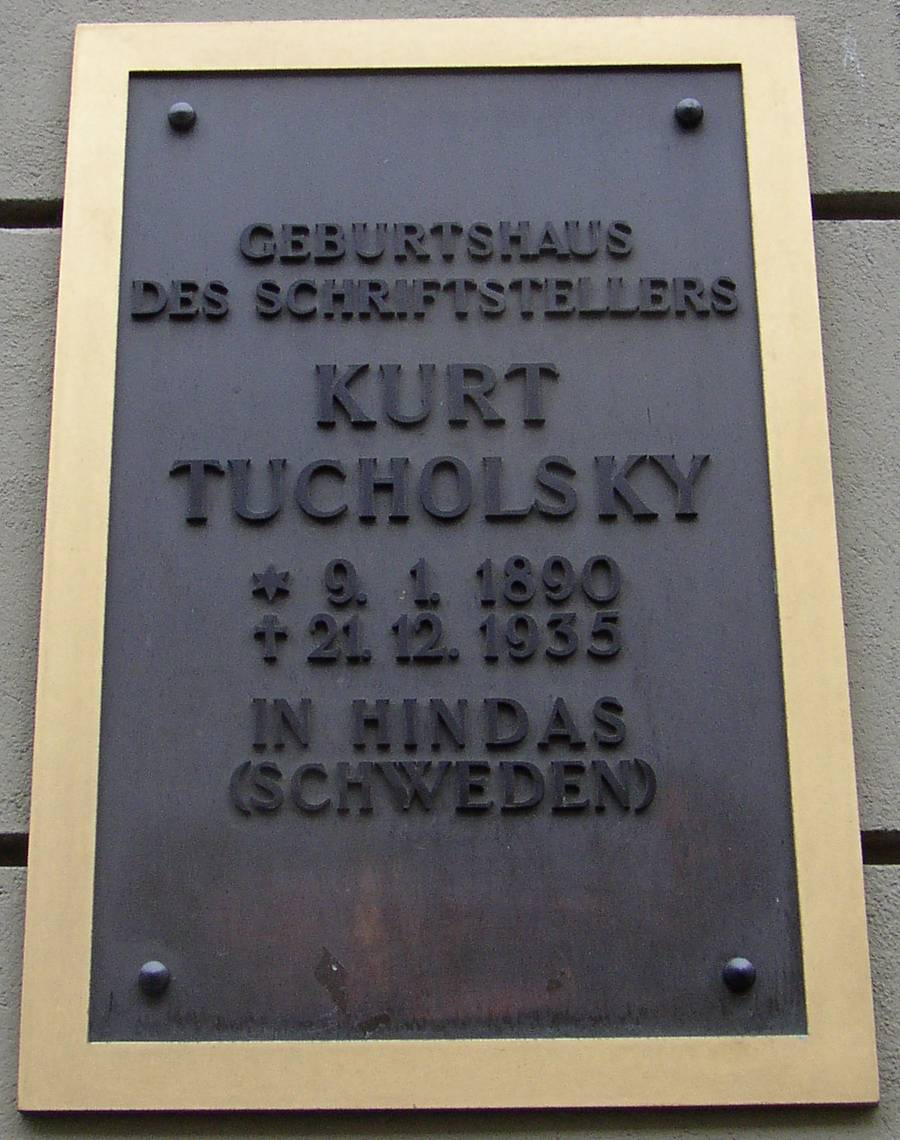

Kurt Tucholskys föräldrahem där han föddes låg på Lübecker Straße 13 i stadsdelen Moabit i Berlin. Sin tidiga barndom tillbragte han i Stettin då hans far fått arbete där. Hans far bankmannen Alex Tucholsky hade gift sig med sin kusin Doris Tucholski 1887 och de hade tre barn, Kurt, Fritz och Ellen. 1899 flyttade familjen tillbaka till Berlin. Fadern dog 1905 sedan han insjuknat i syfilis och han lämnade efter sig en stor förmögenhet som gjorde att Tucholsky kunde studera utan finansiella problem. 1899 hade han börjat på Französisches Gymnasium och 1903 bytte han till Königliches Wilhelms-Gymnasium som han gick på fram till 1907, då han gick hos en privatlärare för att förbereda sig inför sin studentexamen. Efter studenten 1909 började han läsa juridik i Berlin . Den andra terminen tillbragtes i början av 1910 i Genève. 
Under hans studietid var litteraturen hans största intresse. Han reste med sin vän Kurt Szafranski i september 1911 till Prag för att besöka Franz Kafka och Max Brod. Kafka kommenterade besöket i sin dagbok. Tucholskys juridikkarriär kom av sig då han blev alltmer engagerad i journalistiken. 1913 avstod han från att undergå sin första juridiska Staatsprüfung. Hans möjligheter att göra karriär som advokat försvann därmed. För att avsluta sina studier sökte han in vid Jenas universitet i augusti 1913.
Tucholsky skrev redan under sin skoltid sina första journalistiska arbeten. Han skrev bland annat en kort text där han som 17-åring gjorde sig lustig över kejsar Vilhelm II:s konstsmak och som publicerades i veckotidskriften Ulk 1907. Han ägnade sig mer och mer åt sin journalistiska verksamhet, bland annat för det socialdemokratiska partiorganet Vorwärts. 1911 deltog han för SPD i valkampanjen. År 1912 kom hans Rheinsberg – ein Bilderbuch für Verliebte, en berättelse som gjorde honom känd för en bredare allmänhet. 
År 1913 inledde han sitt arbete vid den vänsterliberala teatertidskriften Die Schaubühne som senare kom att bli Die Weltbühne. Publicisten Siegfried Jacobsohn kom att bli en vän och mentor för Tucholsky. I varje nummer fanns 2-3 artiklar av Tucholsky.

### Första världskriget

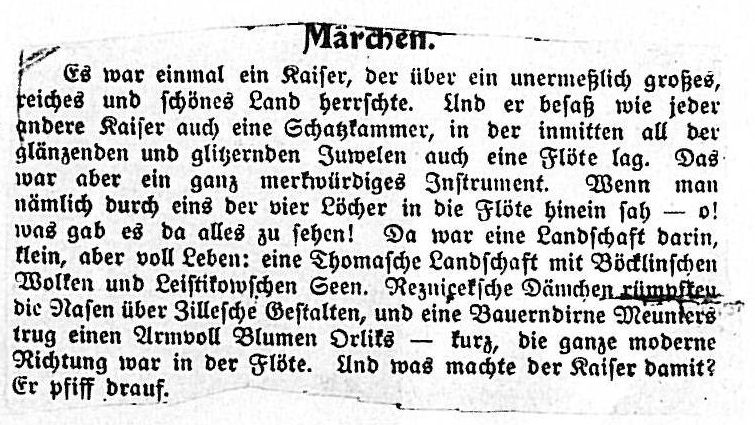
Kurt Tucholskys Märchen (sagor).

Hans karriär som journalist avbröts av första världskriget. Till skillnad från många andra författare och diktare kände Tucholsky ingen hurra-stämning ("Hurra-Stimmung") i början av kriget. Han avslutade sina studier i Jena 1915 och kallades in vid östfronten. Från november 1916 gav han ut fälttidningen Der Flieger. Vid artilleriets flygarskola i Alt-Autz i Kurland lärde han känna sin senare fru Mary Gerold. Sina arbeten som skribent och fälttidningsredaktör såg Tucholsky som möjligheter att undgå krigets skyttegravar. Tucholsky var senare i Rumänien. Hösten 1918 kom Tucholsky tillbaka från kriget som övertygad antimilitarist och pacifist. 
I december 1918 övertog Tucholsky ledningen för Ulk, en post han hade fram till april 1920. Ulk var den satiriska veckobilagan till den vänsterliberala tidningen Berliner Tageblatt, utgiven av förläggaren Rudolf Mosse. Efter kriget återkom han också till Weltbühne. För att det inte skulle bli för många texter under namnet Tucholsky valde han att skapa pseudonymer åt sig; redan 1913 hade han skapat tre stycken som han skulle använda genom hela sitt skrivande, Ignaz Wrobel, Theobald Tiger och Peter Panter. Namnet Theobald Tiger reserverades för Ulk och därför skapades en fjärde pseudonym, Kaspar Hauser, som användes första gången i december 1918. Några få gånger användes namnen Paulus Bünzly, Theobald Körner och Old Shatterhand. Pseudonymer behövdes för det var knappt en rubrik som inte Tucholsky var med och skapade; han skrev ledare, rättegångsreportage, satirer och dikter och bokrecensioner. Han skrev också texter, sånger och kupletter. 1919 kom hans diktsamling Fromme Gesänge ut.

### Politisk skribent
Tucholskys gärning som politisk skribent startade i januari 1919 i Weltbühne med den antimilitära artikelserien Militaria som var en attack mot de officerare som levde kvar i den vilhelminska andan. Det ses idag av många som en offentlig självanalys av hans egen tid i militärtjänst under första världskriget. Tucholsky blev också en stark kritiker av Weimarrepublikens rättssystem och politiker under de oroliga åren efter första världskriget och början av 1920-talet: de politiska morden på vänsterorienterade, pacifistiska och även liberala politiker som Karl Liebknecht och Rosa Luxemburg, Walther Rathenau, Matthias Erzberger och Philipp Scheidemann eller Maximilian Harden. Tucholsky följde rättegångarna och konstaterade i bland annat Prozeß Harden från 1922 hur domarna delade monarkistiska och nationalistiska åsikter med de anklagade. 1920 gick Tucholsky med i USPD, men detta hindrade honom inte från att rikta kritik mot USPD:s medlemmar. Han blev en stark kritiker av SPD.
Under en kort period arbetade han på propagandabladet Pieron som skulle propagera för anti-polsk stämning i samband med den infekterade frågan om gränsdragningen i Oberschlesien. Tucholsky blev starkt kritiserad för sin medverkan som inträffade efter det att han hamnat i ekonomiska svårigheter. Han fick inte heller skriva i USPD:s tidningar längre. Tucholsky betecknade det själv senare som ett misstag från hans sida. 
Tucholsky kom från 1920-talet och framåt att vara verksam främst i utlandet och återkom bara sporadiskt till Tyskland. Via sin medverkan i Weltbühne fortsatte han att delta i politiska debatter från Paris. Han arbetade även för Vossische Zeitung. Han försökte också att stödja ett samförstånd mellan tyskar och fransmän. När Siegfried Jacobsohn dog i december 1926 förklarade sig Tucholsky villig att ta över Weltbühne, men då han inte riktigt gillade arbetet och skulle vara tvungen att flytta tillbaka till Berlin lämnade han snart över arbetet till sin kollega Carl von Ossietzky. Tucholsky fanns fortfarande med som utgivare.

### Flytt till Sverige

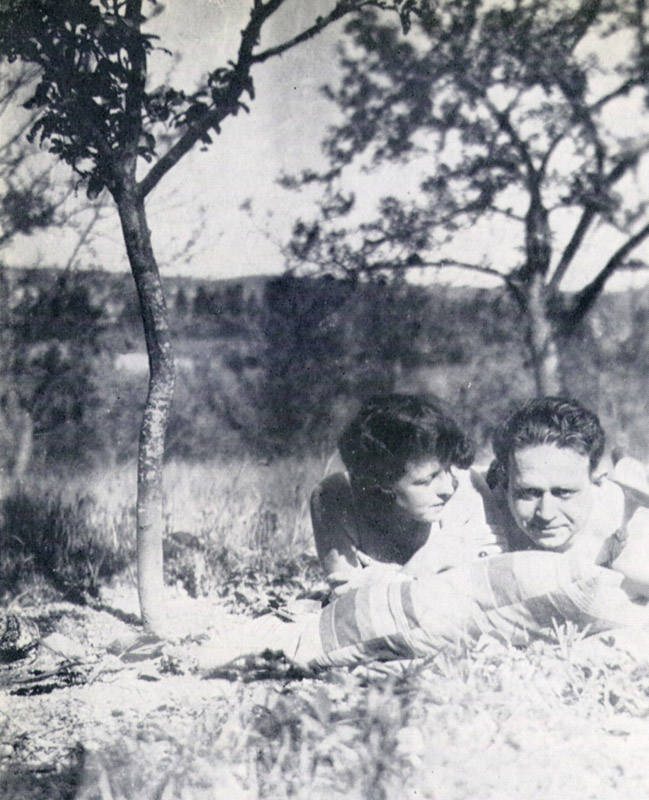
Kurt Tucholsky och Lisa Matthias i Läggesta 1929.

År 1929 kom hans samhällskritiska verk Deutschland, Deutschland über alles ut. Han flyttade 1930 sitt permanenta boende till Hindås utanför Göteborg. Från Sverige följde han utvecklingen i Tyskland och hur den fria pressen alltmer tystades.
Sommaren 1929 tillbringade han i Hedlandet strax utanför Mariefred. Han inspirerades av miljön och skrev senare boken Gripsholms slott – en sommarsaga (Schloss Gripsholm), som gavs ut 1931. Boken är ett av få verk av Tucholsky, som är utgivna på svenska.
1929 inleddes Weltbühne-rättegången där Carl von Ossietzky och Walter Kreiser åtalades för landsförräderi och förrådande av militära hemligheter, sedan man i Weltbühne avslöjat den förbjudna tyska upprustningen inom flyget. von Ossietzky dömdes 1931 till 18 månaders fängelse för spionage. von Ossietzky blev sedan anklagad för att ha förolämpat Reichswehr på grund av en mening som Tucholsky låg bakom: "Soldaten sind Mörder" ("soldater är mördare"). Tucholsky undslapp åtal eftersom han levde och var bosatt utomlands. Han tänkte komma till processen mot von Ossietzky 1932, men läget hade nu blivit för riskfyllt, och Tucholsky befarade att hamna i händerna på nazisterna.
Från 1931 försvann Tucholsky från den publicistiska scenen. Slutet av förhållandet med Lisa Matthias, en nära väns död och kroniska problem med andningsvägar samt fem näsoperationer gjorde honom resignerad. Hans sista stora bidrag till Weltbühne publicerades den 8 november 1932. År 1933 publicerades en liten notis av Tucholsky. Krafterna saknades för att skapa nya större verk. Den politiska utvecklingen i Tyskland hindrade också projekt att realiseras, såsom hans exposé för en roman han lade fram för Rowohlt. År 1933 förbjöd nazisterna Weltbühne, brände Tucholskys böcker och han fråntogs sitt tyska medborgarskap.

### Tucholskys sista år

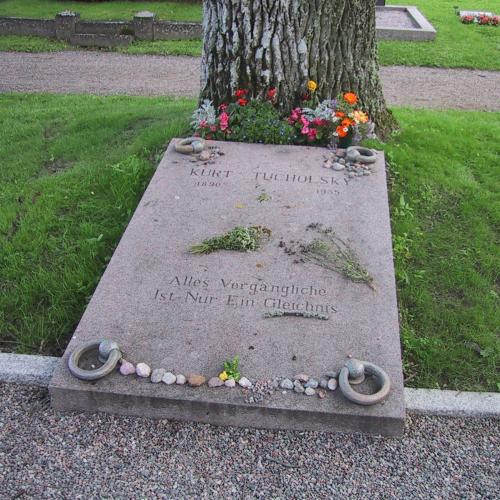
Tucholskys grav på Mariefreds kyrkogård.

Om Tucholskys sista år och tankar om utvecklingen i Tyskland och Europa finns information i de brev han skrev och som publicerades på 1960-talet. Breven var riktade till vänner såsom Walter Hasenclever och Tucholskys sista kärlek, Hedwig Müller, som han kallade "Nuuna". Han skrev även lösa dagböcker som idag är kända som Q-Tagebücher. Han trodde inte som många andra i exil att Hitlers diktatur snart skulle bryta samman, utan förstod att en majoritet av tyskarna godtog diktaturen och att Hitlers styre skulle accepteras utomlands. Tucholsky räknade med ett krig inom några år. Tucholsky vände sig från offentligheten. 
Han var under lång tid sjuk och tog 20 december 1935 en överdos sömntabletter i sitt hem i Hindås. Han hittades dagen efter i koma och fördes till Sahlgrenska sjukhuset i Göteborg, där han avled den 21 december. Självmordet har under senare år kommit att ifrågasättas av Michael Hepp som menar att han av misstag tagit för många tabletter. Hans aska gravsattes, enligt hans egen vilja, sommaren 1936 på kyrkogården i Mariefred. Hans grav är välbesökt, bland annat av många Tucholsky-intresserade turister.
Sedan 1985 har Svenska PEN-klubben årligen utdelat det så kallade Tucholskypriset till minne av Kurt Tucholsky till en förtjänt författare som lever i exil eller under hot i sitt land som en följd av det litterära arbete hon eller han har utfört. I Tyskland delas Kurt-Tucholsky-Preis ut.

## Eftermäle
Asteroiden 12401 Tucholsky är uppkallad efter honom.